# Сассофельтрио
Сассофельтрио (итал. Sassofeltrio) — коммуна в Италии, располагается в регионе Марке, в провинции Пезаро-э-Урбино.
Население составляет 1388 человек (2008 г.), плотность населения составляет 67 чел./км². Занимает площадь 21 км². Почтовый индекс — 61010. Телефонный код — 0541.
Покровителем коммуны почитается  священномученик Власий Севастийский, празднование 3 февраля.

## Демография
Динамика населения:

## Города-побратимы
- Кадерцоне, Италия

## Администрация коммуны
- Официальный сайт: